# ماريا رايشه

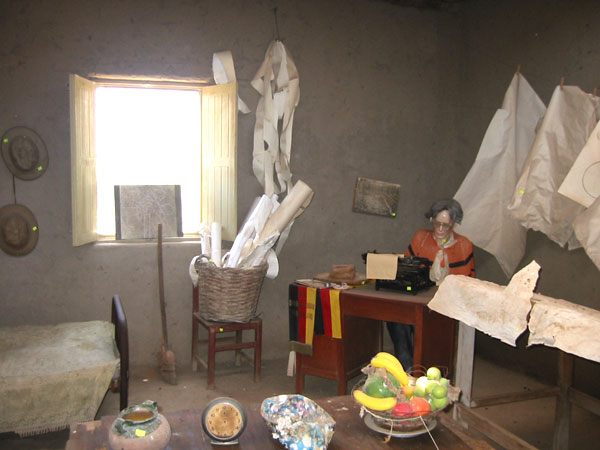
تمثال من الشمع لماريا رايشه في متحف باسمها في بيرو

ماريا رايشه (بالألمانية: Maria Reiche، عاشت بين 1903 - 1998) هي عالمة آثار ورياضيات و مترجمة ألمانية اشتهرت بأبحاثها عن خطوط نازكا في البيرو.
ولدت ماريا رايشه في 15 مايو 1903 في دريسدن، ودرست الرياضيات والجغرافيا واللغة في جامعة دريسدن التقنية. وفي عام 1932 بدأت بالعمل كمُربّية ومعلمة لأبناء القنصل الألماني في مدينة كوسكو في جنوب البيرو. ونتيجة لإصابتها بالغنغرينة، فقدت ماريا أحد أصابعها في عام 1934 . وفي نفس العام، عملت كمُدرِّسة في ليما كما قدّمت بعض الترجمات العلمية. وعندما اندلعت الحرب العالمية الثانية، قررت أن لا تعود إلى ألمانيا.
في عام 1940، أصبحت مساعدة لعالم الآثار الأمريكي بول كوسوك مكتشف خطوط النازكا. وفي حوالي 1946، بدأت العمل على رسم خرائط لأشكال النازكا، واستمرت في تخطيط المنطقة بعد ذهاب كوسوك عام 1948.
قالت رايشه أن بناة النازكا استعملوا هذه الخطوط كتقويم شمسي ومرصد فلكي. ولأنه لا يمكن رؤية الأشكال التي تمثلها هذه الخطوط بوضوح إلا من أعلى، فقد أقنعت سلاح الجو البيروي بمساعدتها على تصوير المنطقة. وقد أمضت معظم وقتها وحيدة في بيتها في نازكا. وقد فسرت أطروحاتها في كتابها «لغز الصحراء» واستعملت العوائد التي جنتها منه لعمل حملة للمحافظة على الصحراء ولتعيين حراس ومساعدين في عملها.
أرادت رايشه أن تحمي خطوط النازكا من امتداد خطوط النقل -فتلك المنطقة تقع بالقرب من الخط السريع- ومن المشاريع المختلفة للحكومة، وأنفقت معظم مالها لهذه الغاية. وقد أقنعت الحكومة بتقييد دخول الزوار إلى تلك المنطقة، كما أنشأت برجا بالقرب من الخط السريع يستطيع الزوار مشاهدة الخطوط منه. وقد حازت لجهودها على ميدالية فخرية عام 1993 وأصبحت مواطنة بيروية في العام التالي. وفي عام 1995، أعلنت اليونسكو خطوط النازكا موقعا للتراث العالمي.
تدهورت صحتها مع الزمن. فقد أقعدت عن الحركة وأصيبت بأمراض جلدية، كما فقدت بصرها. وفي أعوامها الأخيرة، أصيبت بمرض باركنسون. وفي 8 يونيو 1998، توفيت متأثرة بسرطان المبيض في مستشفى سلاح الجو في ليما. وقد كُرمت رسميا ودُفنت بالقرب من نازكا. تم تحويل بيتها إلى متحف.

## وصلات خارجية
- ماريا رايشه - نظرية خطوط النازكا من موقع Labyrinthina.com